# Sławomir Sitek
Sławomir Sitek (ur. 26 maja 1974 w Rzeszowie) – polski żużlowiec.
Wychowanek klubu Stali Rzeszów, licencję zdobył w 1992 roku (nr 1215). W rozgrywkach z cyklu Drużynowych Mistrzostw Polski startował w latach 1992–2000, reprezentując kluby Stali Rzeszów (1992-1995, 1997), Wandy Kraków (1996, 2000), Stali II ŻKS Krosno (1997) oraz LKŻ-u Lublin (1998-1999).
Razem z zespołem Stali Rzeszów zdobył złote medale Młodzieżowych drużynowych mistrzostwach Polski w Rzeszowie w 1994 roku oraz w Gorzowie Wielkopolskim w roku 1995. Finalista Turnieju o Srebrny Kask w Machowie w 1993 roku (XV miejsce). W finale Młodzieżowych mistrzostw Polski par klubowych w Rybniku (1993) zdobył srebro.  

## Drużynowe Mistrzostwa Polski - Sezon Zasadniczy Najwyższej Klasy Rozgrywkowej
| Sezon | Klub                 | Miejsce | Liga   | Średnia/bg | Średnia/mc | Pkt     | Bonusy | Razem   | Komplety | Biegi | Mecze |
| ----- | -------------------- | ------- | ------ | ---------- | ---------- | ------- | ------ | ------- | -------- | ----- | ----- |
| 1992  | Stal Westa Rzeszów   | 8       | 1 Liga | 0,304      | 0,750      | 6 (104) | 1      | 7 (105) | 0        | 23    | 8     |
| 1993  | Stal Rzeszów         | 10      | 1 Liga | 0,600 (66) | 1,077 (70) | 14 (89) | 4      | 18 (89) | 0        | 30    | 13    |
| 1995  | Stal Van Pur Rzeszów | 7       | 1 Liga | 0,900      | 1,000      | 6 (103) | 3      | 9 (101) | 0        | 10    | 6     |
| 1997  | Stal Van Pur Rzeszów | 7       | 1 Liga | 0,000      | 0,000      | 0 (115) | 0      | 0 (115) | 0        | 1     | 1     |

W nawiasie miejsce w danej kategorii (śr/m oraz śr/b - przy założeniu, że zawodnik odjechał minimum 50% spotkań w danym sezonie)